# King Kong (film, 1933)
Pour les articles homonymes, voir King Kong (homonymie).
Série
Le Fils de Kong
(1933)
Pour plus de détails, voir Fiche technique et Distribution.
King Kong est un film américain réalisé et produit par Merian C. Cooper et Ernest B. Schoedsack, sorti en 1933. Le scénario de James A. Creelman et Ruth Rose a été développé à partir d'une idée de Merian C. Cooper et Edgar Wallace. Il raconte l'histoire d'un réalisateur, Carl Denham (Robert Armstrong), menant une expédition sur une île perdue afin de tourner un film et dont le lieu se révèle être peuplé de créatures préhistoriques. L'actrice principale Ann Darrow (Fay Wray) se fait enlever par des indigènes et est offerte à un gorille géant nommé Kong qui s'éprend de la jeune femme. Le marin Jack Driscoll (Bruce Cabot) va alors tenter de la sauver.
Le film utilise de l'animation en volume supervisée par Willis O'Brien et sa bande originale est composée par Max Steiner. Il est sorti à New York le 2 mars 1933, a reçu des critiques largement positives et a été un très grand succès qui lança un mythe important dans la culture populaire américaine. Il est considéré depuis comme un des meilleurs films américains de tous les temps. Une suite, Le Fils de Kong, est rapidement sortie la même année et le film connut deux reprises, en 1976 et 2005, ainsi qu'un redémarrage en 2017. En 1991, King Kong est sélectionné par le National Film Registry de la Bibliothèque du Congrès des États-Unis pour y être conservé, en raison de son « importance culturelle, historique ou esthétique ».

## Synopsis
Dans les années 1930, le réalisateur Carl Denham envisage de tourner un film sur la mystérieuse « Île du Crâne » après être entré en possession d'une carte mentionnant son existence au large de Sumatra. Après avoir embauché à New York une jeune femme au chômage, Ann Darrow, Denham embarque avec son équipe sur le navire SS Venture commandé par le capitaine Englehorn, qui fait route vers l'océan Indien. Durant le voyage, Ann tombe amoureuse du second de l'équipage, Jack Driscoll.
Les explorateurs découvrent bientôt l'Île du Crâne, bout de terre peuplé d'animaux préhistoriques féroces. Après avoir interrompu une cérémonie indigène, l'équipe de Denham retourne à bord. Mais les autochtones enlèvent Ann sur le cargo pour la donner en sacrifice à leur dieu Kong, un monstre gigantesque. Driscoll et les autres marins se lancent aussitôt sur ses traces.
Kong, qui s'avère être un gorille humanoïde géant, emporte Ann dans son repaire au sommet de la plus haute montagne de l'île. Tandis que la moitié de ses compagnons trouvent la mort en traversant l'île infestée de dinosaures, Jack réussit à délivrer la jeune femme. Denham décide alors de capturer le gorille avec l'aide du capitaine Englehorn et de bombes de gaz soporifique. Ils capturent Kong et le ramènent vers la civilisation, à New York.
Enchaîné dans un théâtre comme une bête de foire, vendu au public comme la « Huitième Merveille du monde », King Kong s'échappe et part à la recherche d'Ann en pleine ville. Traqué par l'armée, il trouve la jeune femme et l'emporte au sommet du plus haut gratte-ciel de la ville, l'Empire State Building. Pris au piège, il affronte bravement l'aviation militaire avant d'être mortellement blessé et de tomber de la tour pour s'écraser dans la rue.

## Fiche technique
- Titre : King Kong
- Réalisation : Merian C. Cooper et Ernest B. Schoedsack
  - Assistants réalisation : Doran Cox, Walter Daniels et Ivan Thomas
- Scénario : James A. Creelman et Ruth Rose, d'après une idée de Merian C. Cooper et Edgar Wallace
- Société de production : Radio Pictures
  - Productions : Merian C. Cooper et Ernest B. Schoedsack
  - Production exécutive : David O. Selznick
- Sociétés de distribution :
  -  États-Unis : Radio Pictures
  -  France : Théâtre du temple
- Directeurs de la photographie : Eddie Linden, J.O. Taylor, Vernon Walker et Kenneth Peach
- Direction artistique : Carroll Clark et Alfred Herman
- Chef décorateur : Carroll Clark, assisté notamment de Ray Moyer
- Chef costumier : Walter Plunkett
- Chef sonore : Earl A. Wolcott
- Chef monteur : Ted Cheesman
- Musique : Max Steiner
- Superviseurs des effets spéciaux : Harry Redmond Jr., Harry Redmond Sr. et Frank D. Williams
- Superviseurs des effets visuels : Willis H. O'Brien, C. Dodge Dunning et Carroll H. Dunning
- Budget : 670 000 dollars
- Pays de production :  États-Unis
- Format : Noir et blanc — 1.37:1 • 35 mm — Mono (RCA Photophone System)
- Genre : Fantastique, aventure, horreur
- Langue : anglais
- Durée : 100 minutes (à l'origine) / 104 minutes (version restaurée comprenant l'ajout d'une ouverture musicale de 4 minutes)
- Dates de sortie :
  - États-Unis : 2 mars 1933 à New York et le 7 avril 1933 sur le reste du territoire
  - France : 29 septembre 1933
- Affiches : Roland Coudon, Claire Finel, René Péron (France)

## Distribution
- Fay Wray (VF : Jacqueline Hopstein) : Ann Darrow, l'actrice engagée par Denham
- Robert Armstrong (VF : Pierre De Rigoult) : Carl Denham, réalisateur de films
- Bruce Cabot (VF : Jérôme Goulven) : Jack Driscoll, le second de l'équipage
- Frank Reicher : Capitaine Englehorn
- Sam Hardy : Charles Weston
- Noble Johnson : le chef indigène
- Steve Clemente : le sorcier guérisseur
- James Flavin : Lieutenant Briggs
- Victor Wong : Charlie, le cuisinier chinois

Acteurs non crédités
- Everett Brown : un indigène costumé en singe
- Ruby Dandridge : une danseuse indigène
- Dorothy Gulliver : une bourgeoise au théâtre
- Vera Lewis (VF : Odette Talazac) : une bourgeoise au théâtre
- George MacQuarrie : un capitaine de police
- Etta McDaniel : la femme indigène sauvant son enfant
- G. Raymond Nye : un capitaine de police
- Paul Porcasi : un vendeur de pommes
- Russ Powell : le veilleur de nuit
- Roy Stewart : un journaliste
- Carlotta Monti : spectatrice du théâtre
- Larry Steers : spectateur du théâtre

## Apparence
Bien que simiesque en apparence, cette version de King Kong peut toutefois marcher debout de manière anthropomorphique et semble avoir une certaine intelligence. Ce fut un choix de l'animateur Willis O'Brien, magicien des effets spéciaux et de la stop-motion, qui voulait en faire un « homme-singe » plus qu'un véritable gorille. Dans le film, le personnage de Carl Denham décrit le monstre comme étant « ni Bête ni Homme » (« no Beast, no Man »). Sa taille varie durant le film : on peut l'estimer à 6 mètres dans l'île, un peu plus de 7 sur les scènes se déroulant à New York et presque 20 en haut de l'Empire State Building. Ses origines restent un mystère.

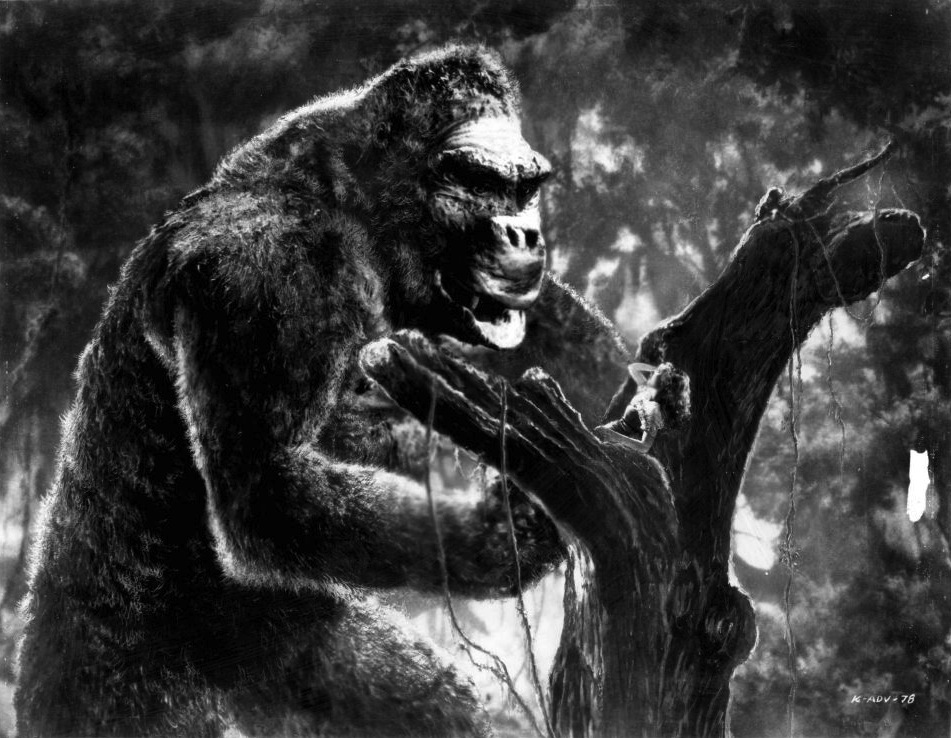
Photographie promotionnelle du film King Kong sorti en 1933.
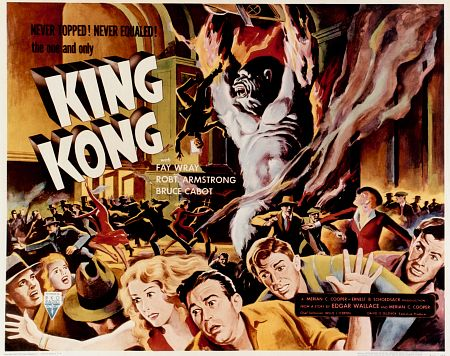
Affiche originale du film King Kong sorti en 1933.
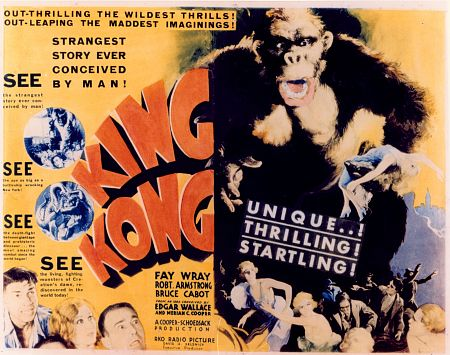
Autre affiche originale du film King Kong sorti en 1933.
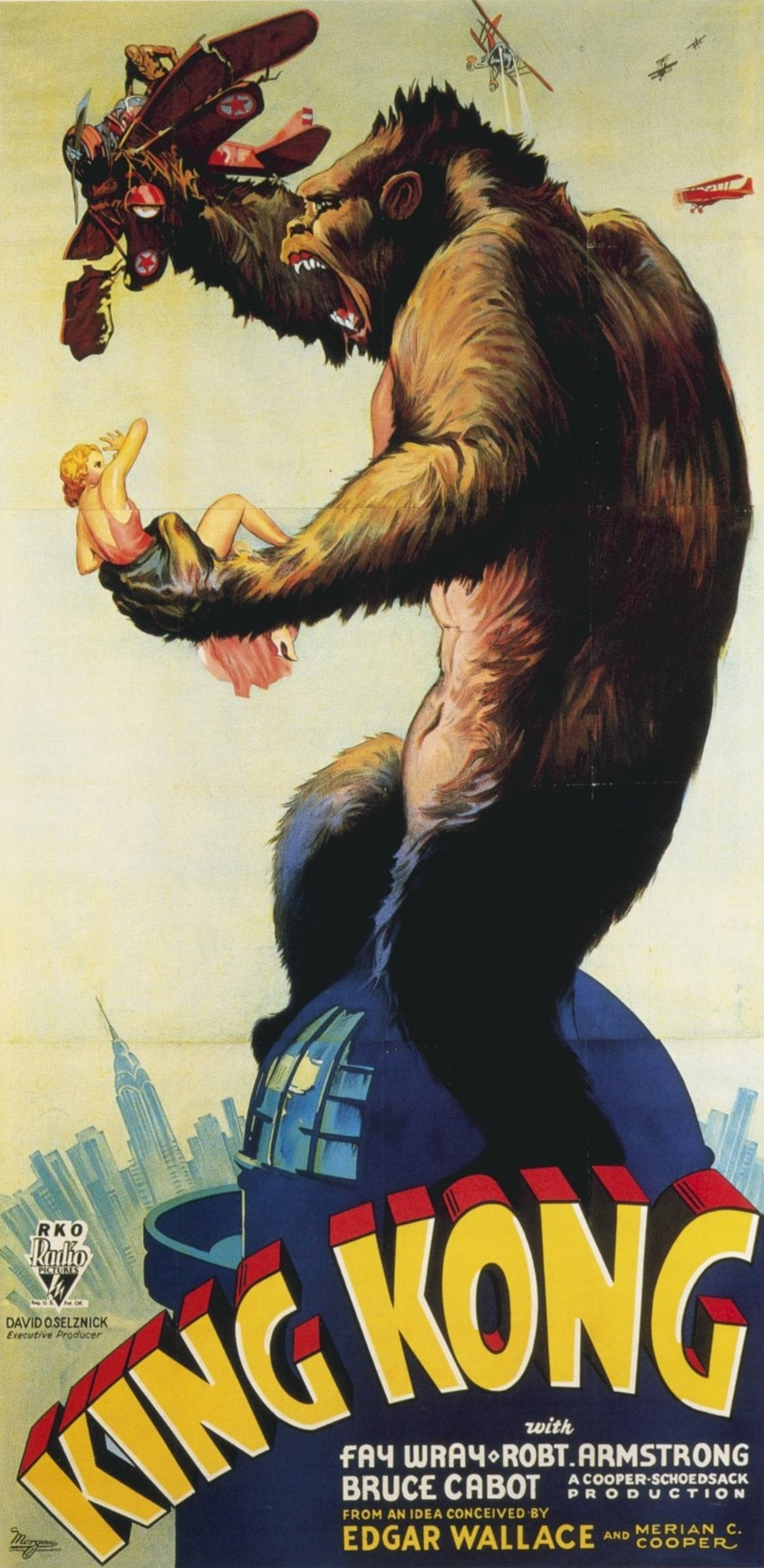
Autre affiche originale du film King Kong sorti en 1933.
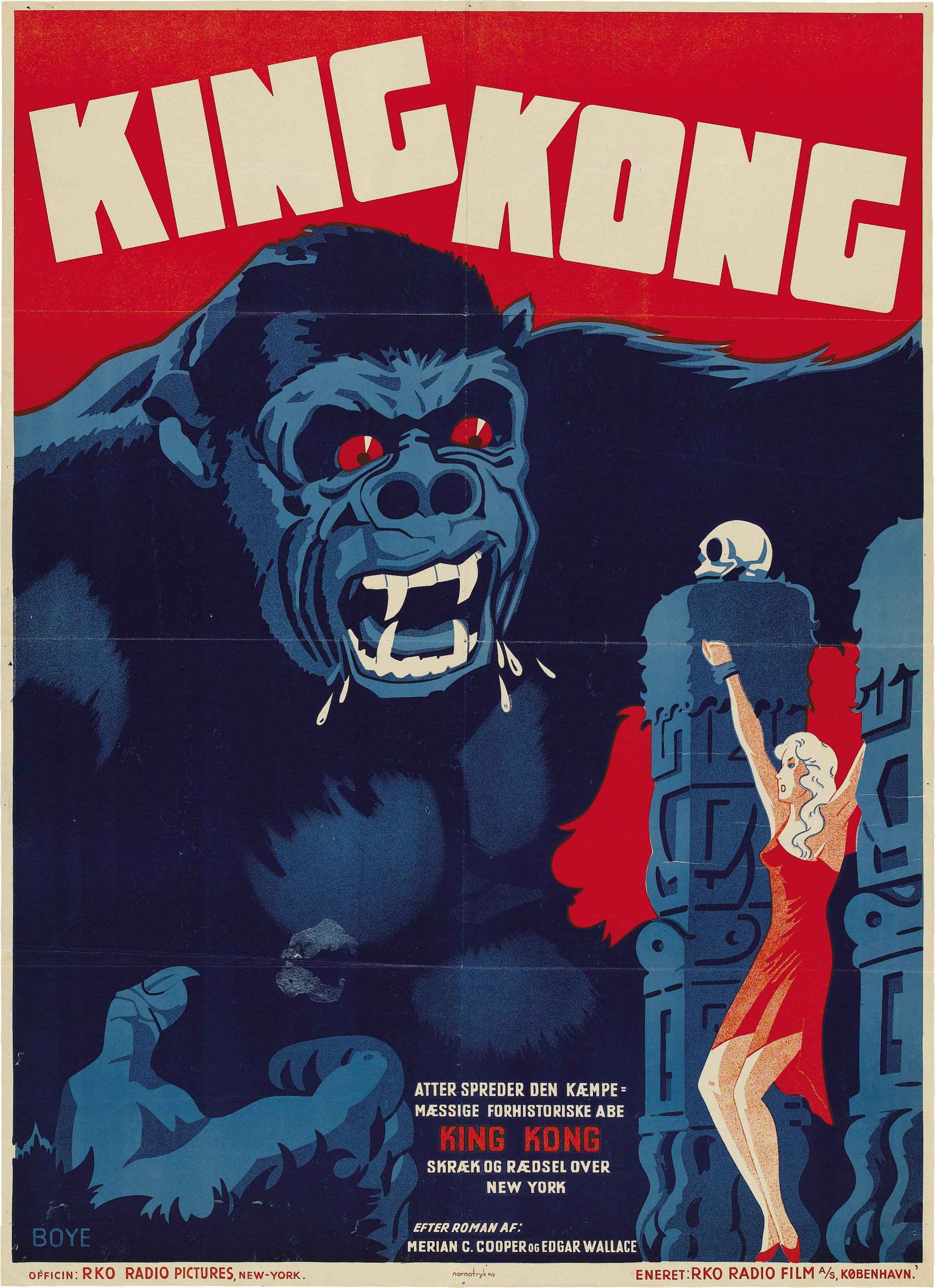
Affiche danoise du film King Kong sorti en 1933.

## Autour du film
- Les pilotes des avions sont joués par Merian C. Cooper et Ernest B. Schoedsack, les réalisateurs du film. On peut y voir une certaine métaphore : les créateurs mettant à mort leur propre créature.
- C'est la même équipe qui tourne Les Chasses du comte Zaroff et King Kong, notamment Ernest B. Schoedsack, Merian C. Cooper et Max Steiner, et, devant la caméra, Fay Wray qui interprète chacun des premiers rôles. Robert Armstrong n'est pas tête d'affiche mais a aussi un rôle important dans Les Chasses du comte Zaroff. Les deux films ont été tournés en même temps, dans les mêmes décors, King Kong le jour et Les Chasses du comte Zaroff la nuit[1],[2].
- Le film ressortit plusieurs fois entre 1938 et 1956, avec parfois de nouvelles coupes. Ce n'est que depuis 1971 qu'on peut revoir un film presque complet (avec par exemple l'effeuillage de Fay Wray par la bête qui avait été coupé par la censure en 1938).
- Plus de 90 % du film est fait à partir de trucages (animation en volume, surimpression, composition de plan...).
- Le film a dépassé son budget de plus de 80 %.
- La même année 1933, Ernest B. Schoedsack réalise une suite, Le Fils de King Kong (Son of Kong), où l'on découvre que King Kong avait laissé derrière lui un fils. Sortie trop vite, cette suite s'est soldée par un échec commercial.
- Le « grondement » de Kong est construit à partir du rugissement d'un tigre passé à l'envers au ralenti, reproduit quatre fois pour atteindre une durée de 30 s et mixé avec un morceau d'aboiement de chien.
- Ce film fait partie des nombreuses références de la chanson d'introduction du Rocky Horror Picture Show, Double Feature.
- Le film de Cooper et Schoedsack invente un mythe exclusivement cinématographique. En effet, King Kong ne provient pas d'une création littéraire malgré une forte inspiration de ses créateurs pour le roman Le Monde perdu de Arthur Conan Doyle (c'est ce roman d'aventures, situé sur les hauts plateaux andins, qui inspira l'imaginaire du long-métrage d'animation de Pixar Là-Haut en 2009).
- La scène où King Kong tient dans sa main Ann Darrow et escalade l'Empire State Building peut faire écho au roman Les Voyages de Gulliver écrit par Jonathan Swift en 1721, car, au chapitre V, lors de son voyage à Brobdingnag, le héros est enlevé par un singe géant qui le tient dans sa main. Sans affirmer qu'il s'agit là d'une inspiration directe du film de 1933, on peut y voir une préfiguration.
- Ce film fait partie de la Liste du BFI des 50 films à voir avant d'avoir 14 ans établie en 2005 par le British Film Institute et est régulièrement cité comme l'un des meilleurs films américains de tous les temps[3],[4].
- Les décors du film (la porte de la palissade) ont servi pour l'incendie  d'Atlanta pour le film Autant en emporte le vent (1939). La plupart des décors ont été détruits pour l'incendie pour faire du vide[réf. nécessaire].

## Version colorisée
En 1989, Ted Turner a fait coloriser King Kong pour la télévision. Cette version est sortie en VHS aux États-Unis et France (Édition Montparnasse - 1991), et en DVD en Italie et Royaume-Uni.

## Analyse
- "King Kong", le cœur des ténèbres (France, 2024, 1h01) : documentaire de Laurent Herbiet "récit de la genèse d'un film mythique, fruit de l’imagination d’un trio visionnaire[n 1],[5].

## Citations
- « Ce n'étaient pas les avions, mais la Belle qui a tué la Bête. »
- « Je vous dis qu'il y a quelque chose derrière ce mur que l'homme blanc n'a jamais vu… »